# Solatopupa similis
Solatopupa similis ist eine Art der Kornschnecken (Chondrinidae) aus der Unterordnung der Landlungenschnecken (Stylommatophora).

## Merkmale
Das schlank spindelförmige Gehäuse ist 9,0 bis 16 mm hoch und 3,0 bis 4,2 mm breit. Es hat 8¼ bis 9½ mäßig gewölbte Windungen, die durch eine nur mäßig tiefe Naht voneinander abgesetzt werden. Es ist mattweiß bis bläulichweiß gefärbt mit mehr oder weniger radialen braunen Flecken. Die Oberfläche ist unregelmäßig gestreift bis fein regelmäßig berippt und glänzt nicht. Der Mündungsrand ist erweitert, läuft dünn und scharf aus und hat eine kaum verdickte weiße Lippe. Die Mündung weist sechs Zähne oder Falten aus: zwei deutliche, etwa gleich starke palatale Zähne, selten ein infrapalataler Zahn, ein deutlicher parietaler Zahn, ein kräftiger columellarer Zahn sowie ein schwacher subcolumellarer Zahn, der gelegentlich auch fehlen kann und noch einen angularen Zahn, der mit dem Mündungsrand verbunden ist. Die letzte Windung ist leicht schief abgeflacht und an der Basis undeutlich gekielt. Der Nabel fehlt bzw. ist zumindest sehr eng.

### Ähnliche Arten
Die Art unterscheidet sich durch die charakteristische Mündungsbewehrung von allen anderen Solatopupa-Arten.

## Geographische Verbreitung und Lebensraum
Das Verbreitungsgebiet von Solatopupa similis reicht von Nordostspanien (Provinz Gerona) entlang Küstengebiete des westlichen Mittelmeeres bis auf die Höhe von Rom. In Frankreich reicht das Areal bis nach Savoyen. Im Kanton Tessin (Südschweiz) gibt es eine absichtliche ausgesetzte Kolonie. Die Art ist auch von Sardinien bekannt. Die Art lebt an warmen, trockenen, sonnenzugewandten Kalkfelsen, auf Geröll, alten Mauern und Ruinen. In der Schweiz steigt sie bis auch 700 m über Meereshöhe. Die Tiere ernähren sich von Flechten, die die Kalke überziehen und die sie mit ihrer Raspelzunge abweiden.

## Taxonomie
Das Taxon wurde 1792 als Bulimus similis von Jean-Guillaume Bruguière erstmals beschrieben Synonyme sind nach Edmund Gittenberger:
- Pupa cinerea Draparnaud, 1801
- Pupa cinerea var. major Draparnaud, 1805
- Torquilla cinerea c. varia Beck, 1837
- Pupa octoplicata Lessona. 1880
- Pupa olivetorum Locard, 1894
- Pupa plagionixa Locard, 1894
- Turbo quinquedentatus Dillwyn, 1817
- Pupa quinquedentata var. minor Moquin-Tandon, 1856
- Pupa quinquedentata var. turriculata Bourguignat, 1860
- Jaminia quinquelamellata Risso, 1826
- Pupa septemplicata Lessona, 1880
- Chondrina (Solatopupa) similis var. achinolfi Steenberg, 1925
- Pupa similis f. dissimilis Westerlund, 1887
- Pupa similis var. fasciata Caziot & Fagot, 1904
- Pupa similis var. isabellae Caziot, 1913
- Pupa similis var. laevigata Westerlund, 1887
- Pupa similis var. minoricensis Westerlund, 1887
- Solatopupa similis monterosatoi Aguilar-Amat, 1932
- Pupa similis var. porcellata Westerlund, 1890
- Pupa similis var. unifasciata Caziot, 1910
- Pupa variegella L. Pfeiffer, 1848

Solatopupa similis (Bruguière, 1792) ist die Typusart der Gattung Solatopupa Pilsbry, 1917.

## Belege

### Online
- AnimalBase - Solatopupa similis (Bruguière, 1792)